# Kogadža-džima
Kogadža-džima nebo Kogadžadžima je menší ostrov vulkanického původu, nacházející se v japonském souostroví Rjúkjú, severozápadně od ostrova Nakano-šima. Ostrov je tvořen několika lávovými dómy andezitového složení, pozdněpleistocenního až holocenního stáří. Na pobřežních útesech se vyskytuje menší fumarolická aktivita.